# أنديرس إدفارد رامزي
أنديرس إدفارد رامزي (بالفنلندية: Anders Edvard Ramsay) هو عسكري فنلندي، ولد في 23 مارس 1799 في كووبيو في فنلندا، وتوفي في 12 مايو 1877 في هلسنكي في فنلندا.